# Catatumbo
Catatumbo je řeka v severní části jihoamerického kontinentu, dlouhá 450 km. Pramení v kolumbijských Východních Kordillerách nedaleko města Ábrego, teče severovýchodním směrem, částí toku vytváří státní hranici mezi Kolumbií a Venezuelou a ústí do jezera Maracaibo (je zdrojem asi šedesáti procent sladké vody přitékající do jezera). Hlavními přítoky jsou Sardinata a Zulia. Povodí řeky má rozlohu 24 416 km², z toho 16 626 km² patří Kolumbii.
Oblast podél řeky se vyznačuje rovníkovým podnebím a je porostlá tropickými deštnými lesy, v jejichž stromovém patru dominují zejména zástupci čeledí slézovité, uzlencovité, hrnečníkovité, bobovité, zapotovité a kýlatcovité. Horní stromové patro dosahuje výšek okolo 40 metrů. Jsou v něm zastoupeny např. vlnovec pětimužný (Ceiba pentandra), ledvinovník Anacardium excelsum, lončatník guyanský (Couroupita guianensis), lejnice Sterculia apetala, karapa guayanská (Carapa guianensis), silovoň Dipterix punctata a zástupci rodu Escheweilera z čeledi hrnečníkovité. Na dolním toku ve venezuelském státě Zulia byl vyhlášen národní park Ciénagas del Catatumbo, kde žije vzácný živočich kuandu hnědý. Významnými ekonomickými aktivitami jsou pěstování kakaovníku a těžba ropy.
Unikátním přírodním jevem je relámpago del Catatumbo: v bažinách okolo ústí řeky do Maracaibského jezera zuří v období od dubna do prosince téměř každou noc extrémně silné bouře, ročně zde udeří více než milion blesků. Region je největším světovým zdrojem přírodního ozonu a blesky dlouhé až pět kilometrů slouží jako přírodní maják, viditelný ze vzdálenosti více než čtyř set kilometrů.